# Crocidophora algarrobolis
Crocidophora algarrobolis là một loài bướm đêm trong họ Crambidae.